# Viburnum chunii
Viburnum chunii är en desmeknoppsväxtart som beskrevs av Ping Sheng Hsu. Viburnum chunii ingår i släktet olvonsläktet, och familjen desmeknoppsväxter. Inga underarter finns listade i Catalogue of Life.